# Alexander Klimáček
Alexander Klimáček ( 17. března 1885, Stará Turá – 17. prosince 1918, Liptovský Mikuláš ) byl slovenský redaktor, autor a knihkupec.

## Život a dílo
V letech 1890–1896 navštěvoval lidovou školu, v období let 1896–1904 studoval na gymnáziu v Ružomberku. Byl administrátorem časopisu Národný hlásnik v Martine, v roce 1909–1910 redaktorem časopisu Prúdy, který vycházel v Bratislavě. V období let 1910–1914 působil jako knihkupec v Ružomberku, současně v letech 1912–1914 byl redaktorem a vydavatelem Veselých novin. V roce 1914 žil ve Švýcarsku, pak v Praze. V letech 1907–1910 byl autorem krátkých próz pesimistického charakteru v časopisech: Prúdy, Dennica a Robotnické noviny. V roce 1912 byl účastníkem ankety o organizaci slovenského knihkupectví, doporučoval založit lidové knihkupectví nebo nakladatelství družstevního typu, které by kolportovalo slovenské knihy.
Alexander Klimáček v roce 1912 vydal dvě série pohlednic ze západní části Tater a Chočských vrchů. Jejich výrobcem byla známá firma Stengel z Drážďan. Popisy obrázků u obou vydavatelů byly buď v češtině nebo v maďarštině.
Jeho synem byl Fedor Klimáček.